# 24060 Schimenti
24060 Schimenti là một tiểu hành tinh vành đai chính với chu kỳ quỹ đạo là 1238.4947280 ngày (3.39 năm).
Nó được phát hiện ngày 2 tháng 10 năm 1999.